# Autogarage C

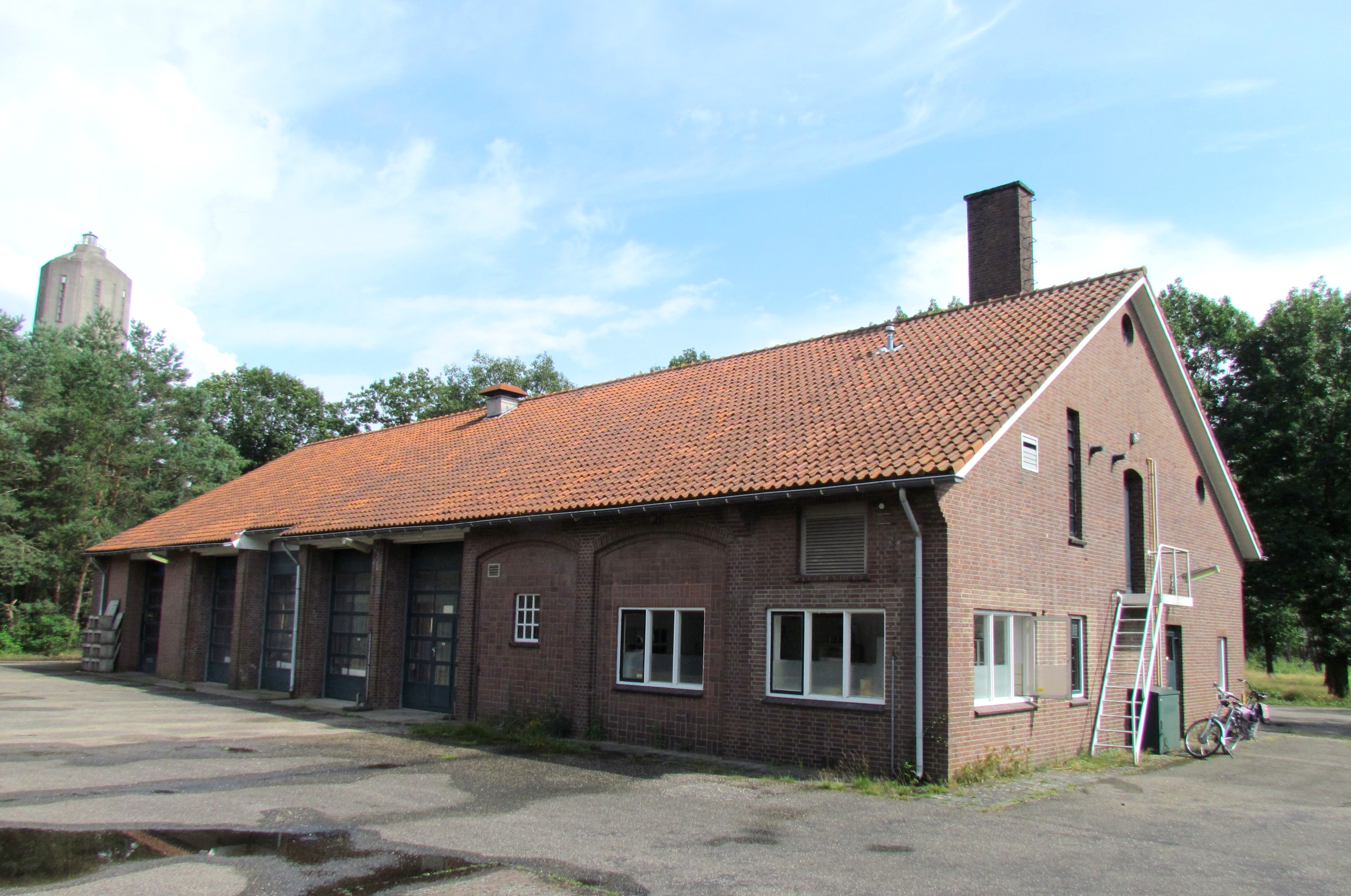
Autogarage C in 2016

Autogarage C is een gebouw op het voormalige zenderpark Radio Kootwijk. Het ligt aan de Radioweg in het dorp Radio Kootwijk, naast de watertoren.
De garage werd gebouwd in 1944 en werd in eerste instantie gebruikt voor de stalling van de voertuigen van de bedrijfsbrandweer. Later kwamen hier ook voertuigen bij die werden gebruikt voor de aanleg van en het onderhoud aan zenders door heel Nederland. In de garage kon ook onderhoud aan de voertuigen worden verricht. 
Na de sluiting van het zenderpark werd de garage verbouwd tot horecagelegenheid. In het hoogseizoen is het een grand café, daarnaast wordt de ruimte verhuurd voor feesten en congressen. Ook is de garage door de gemeente Apeldoorn aangewezen als officiële trouwlocatie.
Autogarage C is een gemeentelijk monument.
Gebouw A (zendgebouw) · Gebouwen, C, D en E (zendgebouwen) · Gebouw F (directiegebouw) · Gebouw G (constructiehal voor zendapparatuur) · Gebouw H (hotel) · Gebouw P (Utrechtse loods) · Autogarage C · 50kV-station · Watertoren